# Limnophila inculta
Limnophila inculta är en tvåvingeart som beskrevs av Alexander 1929. Limnophila inculta ingår i släktet Limnophila och familjen småharkrankar. Inga underarter finns listade i Catalogue of Life.